# Donje Zaostro
Donje Zaostro es un pueblo ubicado en el municipio de Berane, en Montenegro.

## Demografía
Hasta 2011 la población era de 137 habitantes, conformada por 43 hogares y 60 viviendas.
| 221                                                              | 259 | 245 | 245 | 200 | 150 | 149 | 137 |
| (Fuente: Population statistics of Eastern Europe & former USSR.) |     |     |     |     |     |     |     |

| Etnicidad                                           | Número | Porcentaje |
| --------------------------------------------------- | ------ | ---------- |
| Montenegrinos                                       | 63     | 42,28 %    |
| Serbios                                             | 60     | 40,26 %    |
| Otros                                               | 26     | 17,45 %    |
| Fuente: Republic of Montenegro. Statistical Office. |        |            |